# Державний музей образотворчих мистецтв Республіки Татарстан
Державний музей образотворчих мистецтв Республіки Татарстан (тат. ТР дәүләт сынлы сәнгать музее, рос. Государственный музей изобразительных искусств Республики Татарстан) — художній музей у місті Казань (Татарстан, Росія). 

## Історія
Музей був створений за наказом Міністерства культури Росії в 1958 році на базі картинної галереї Державного музею ТАССР. З 1967 року музей розміщується в особняку початку XX століття — колишньої резиденції командуючого Казанським військовим округом генерала А. Г. Сандецького. Територія музею включає особняк, у якому розміщені основні експозиції, парк, будівлі фондосховища, ресурсний центр творчого розвитку дітей та підлітків, науковий архів, конференц-зал.

## Структурні підрозділи музею
- Національна художня галерея «Хазіне» (з 2005 року). Будівля розташована в Казанському Кремлі. У постійній експозиції представлені твори декоративно-ужиткового мистецтва, живопису, графіки, скульптури, створені художниками Казані, Казанської губернії, Республіки Татарстан у XIX—XXI ст. Тут також можна побачити твори радянського періоду. «Перлинами» колекції є твори М. Фешина (серед них «Портрет Варі Адоратської» (1914) і «Обливання» (1914 (?)), П. Бенькова, П. Радимова, В. Тимофєєва; колекція казанського авангарду 1910-1930-х років, що включає роботи К. Чеботарьова, І. Плещинського, Ф. Тагірова та інших; роботи Б. Урманче, Х. Якупова й І. Заріпова.
- Галерея сучасного мистецтва ДМОМ РТ (з 2009 року). Унікальна будівля побудована архітектором Германом Бакуліним в 1978 році, один з найважливіших центрів художнього життя Надволжя. Загальна експозиційна площа — 2500 м². Тут переважно експонуються колекції сучасних художників, відкрита фотогалерея, проводяться майстер-класи, творчі зустрічі, працюють клуби за інтересами.
- Ресурсний Центр творчого розвитку дітей та підлітків з різними соціальними та фізичними можливостями. Центр був відкритий в 2008 році в результаті реалізації спільного проекту Союзу музеїв Росії, Фонду Б. М. Єльцина, Російського музею та Державного музею образотворчих мистецтв РТ. Основою Центру став шкільний сектор, який працює в музеї з 1970 року. З 2016 року Центр входить у структуру Культурно-виставкового центру Російського музею в Казані.

## Колекції музею
Колекції музею налічують близько 25 тисяч творів живопису, графіки, скульптури, декоративно-ужиткового мистецтва. Особливу цінність представляють пам'ятники давньоруської іконопису другої половини XVI століття з Успенського собору міста Свиязька, твори ранньої європейської гравюри XV—XVI століть Мартіна Шонгауера, Альбрехта Дюрера, Луки Лейденського, Маркантоніо Раймонді, а також найбільше в нашій країні зібрання творів Миколи Івановича Фешина, колекція живопису і графіки І. І. Шишкіна, зібрання творів російського авангарду початку XX століття, спадщина народного художника РРФСР Баки Ідрісовича Урманче.
Відвідувачі можуть ознайомитися в музеї з творами мистецтва з наступних колекцій:
- Колекція давньоруського мистецтва
- Колекція російського мистецтва
- Колекція радянського мистецтва
- Колекція національного мистецтва
- Колекція західноєвропейського мистецтва
- Колекція графіки
- Колекція декоративно-ужиткового мистецтва

## Галерея

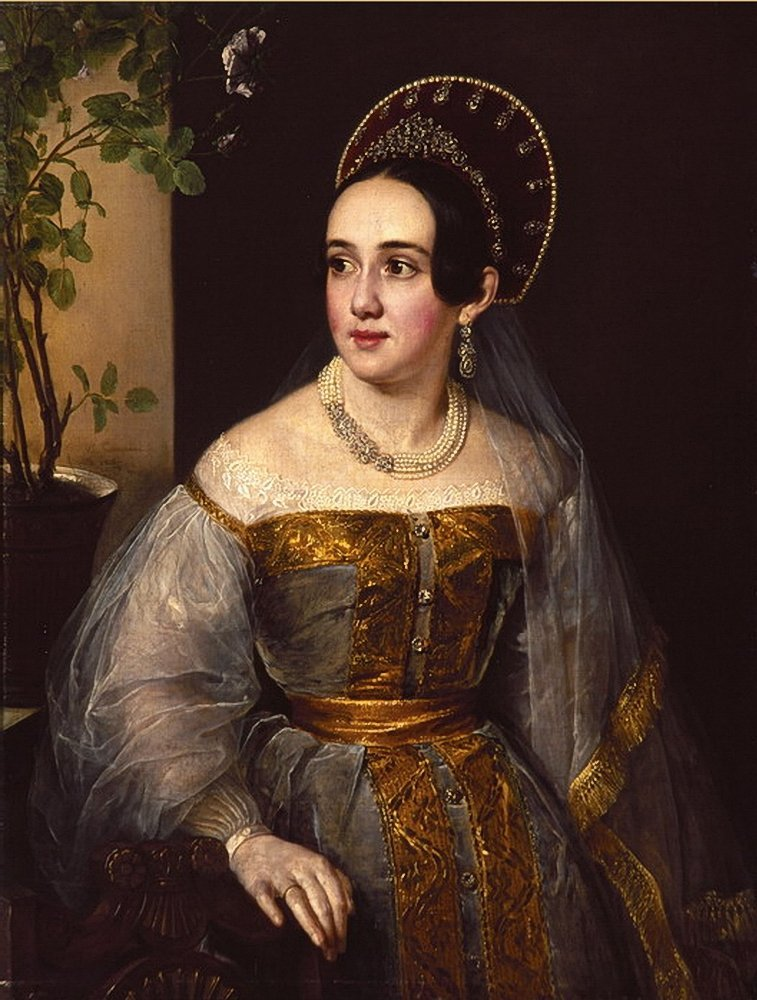
Василь Тропінін, «Портрет Катерини Іванівни Карзинкиної», 1838
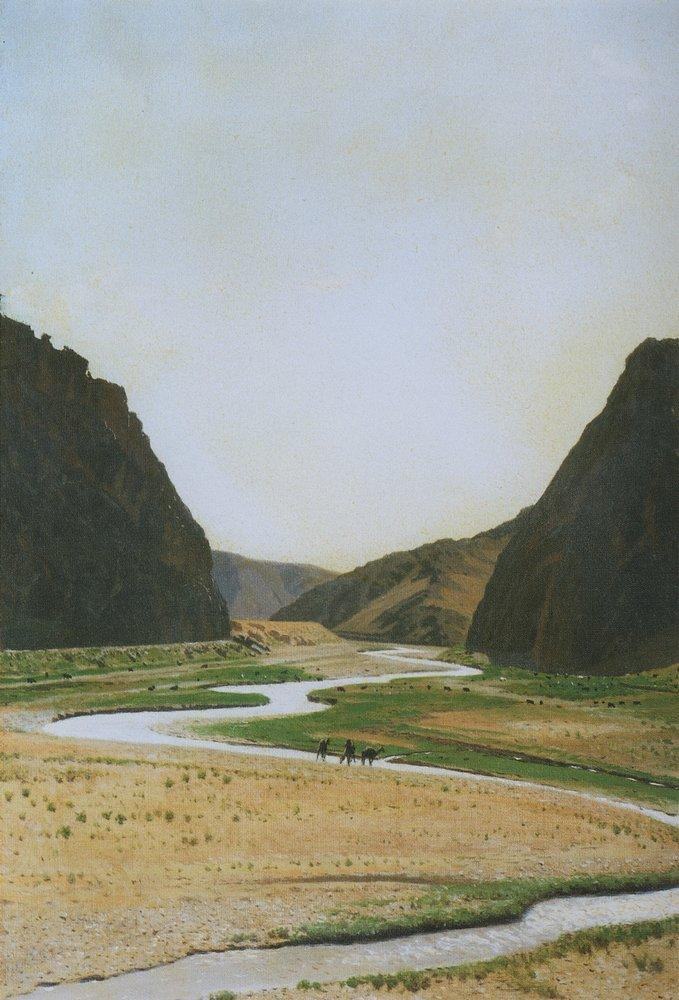
Василь Верещагін, «Тамерланови ворота», між 1869 і 1871
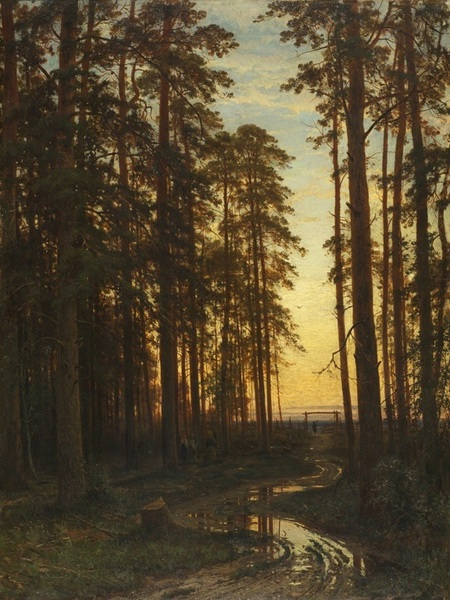
Іван Шишкін, «Вечір у сосновому лісі (Сосновий ліс)», 1875
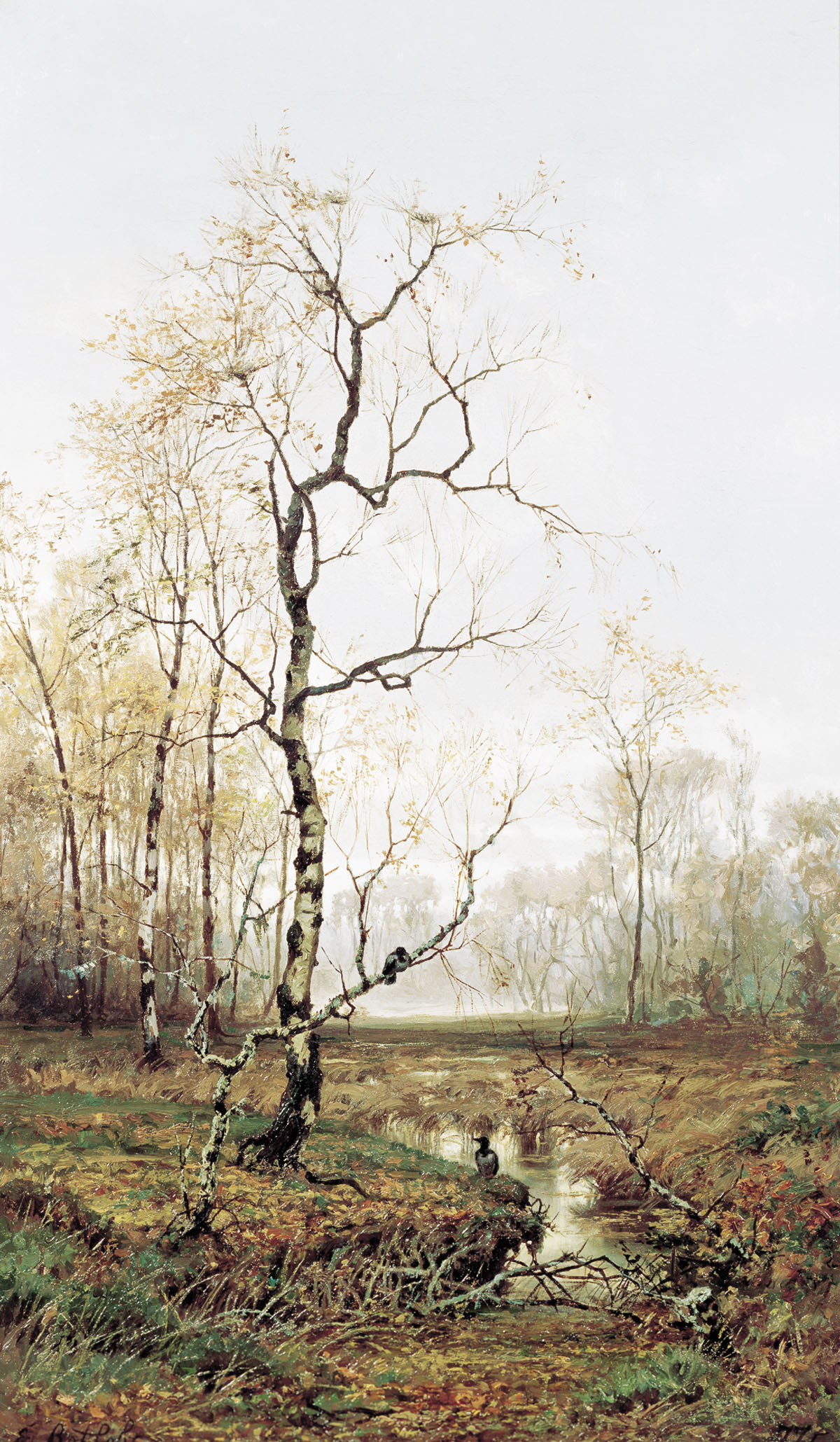
Юхим Волков, «У лісі. По весні», 1877
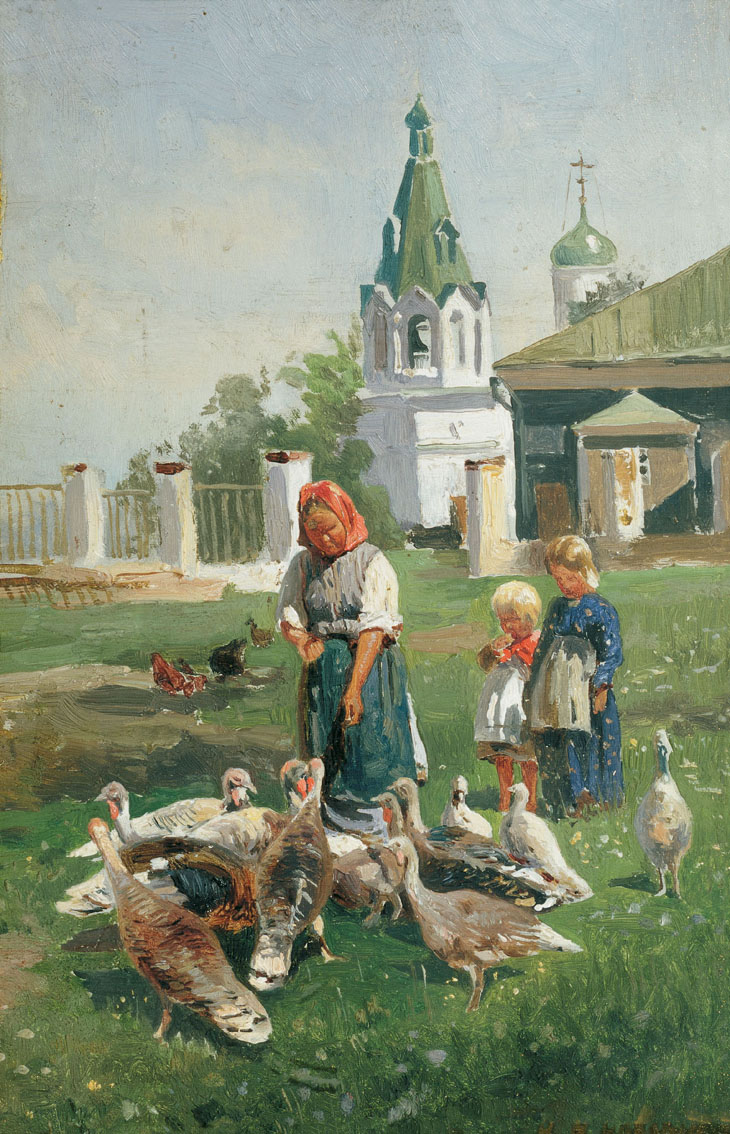
Микола Маковський, «Годування індиків», 1886
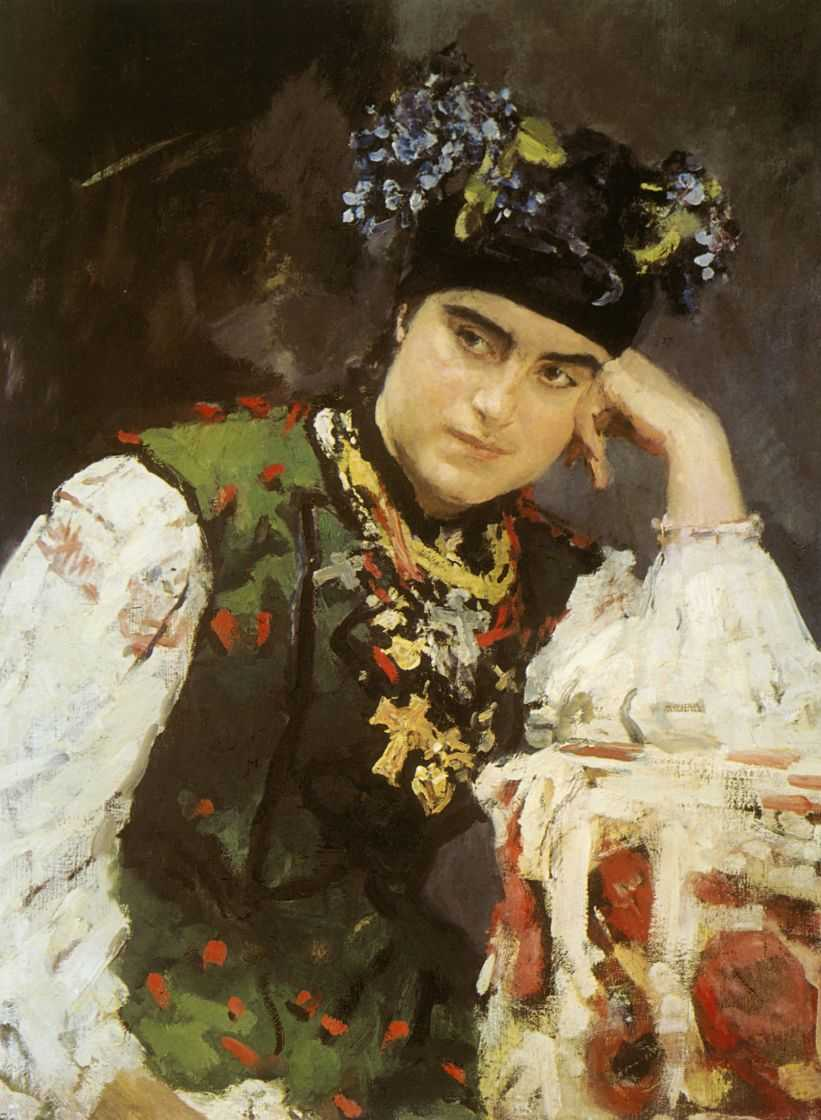
Валентин Сєров, «Портрет С.М. Драгомирової», 1889
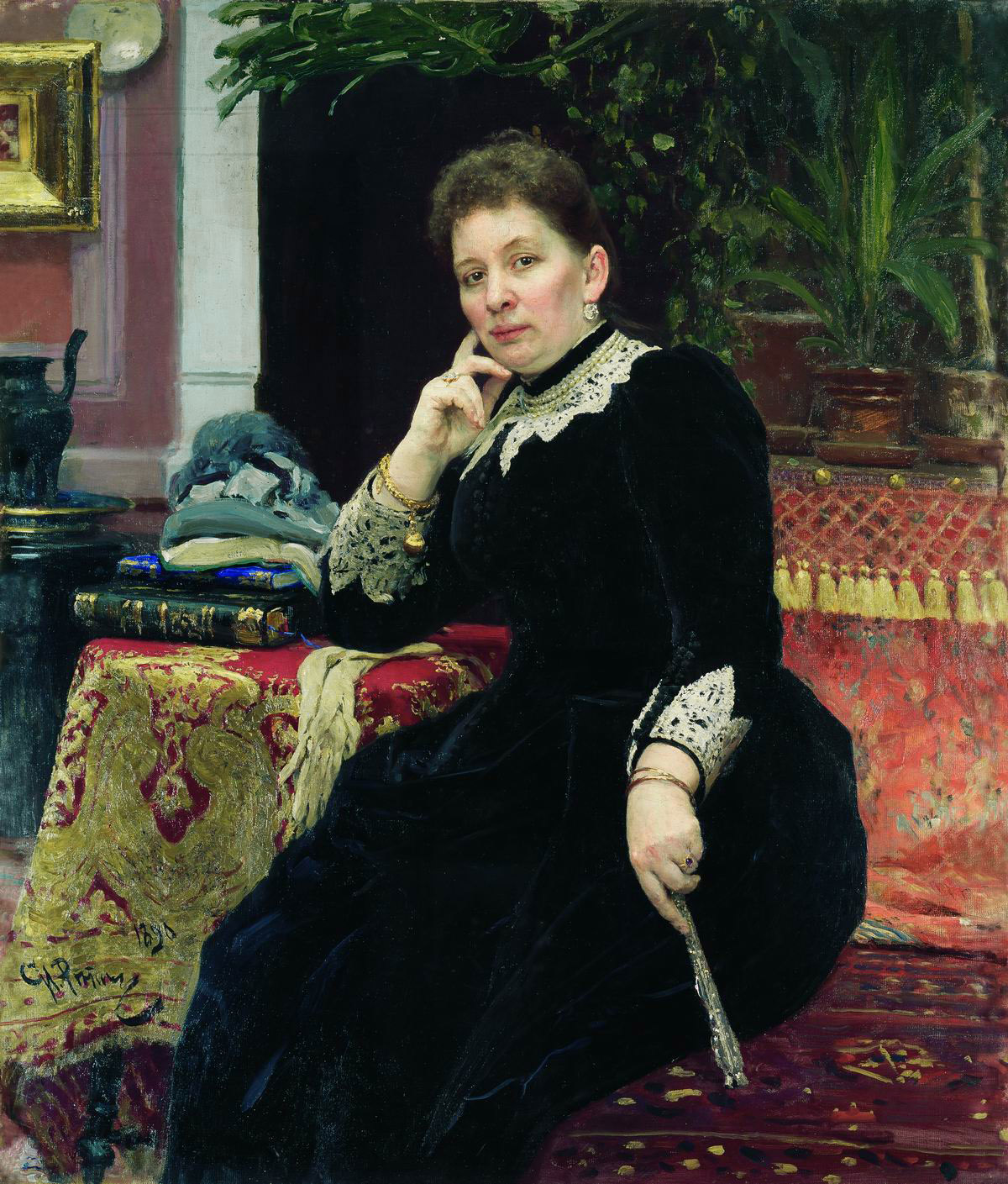
Ілля Рєпін, «Портрет філантропа Ольги Сергіївни Александрової-Гейнс», 1890
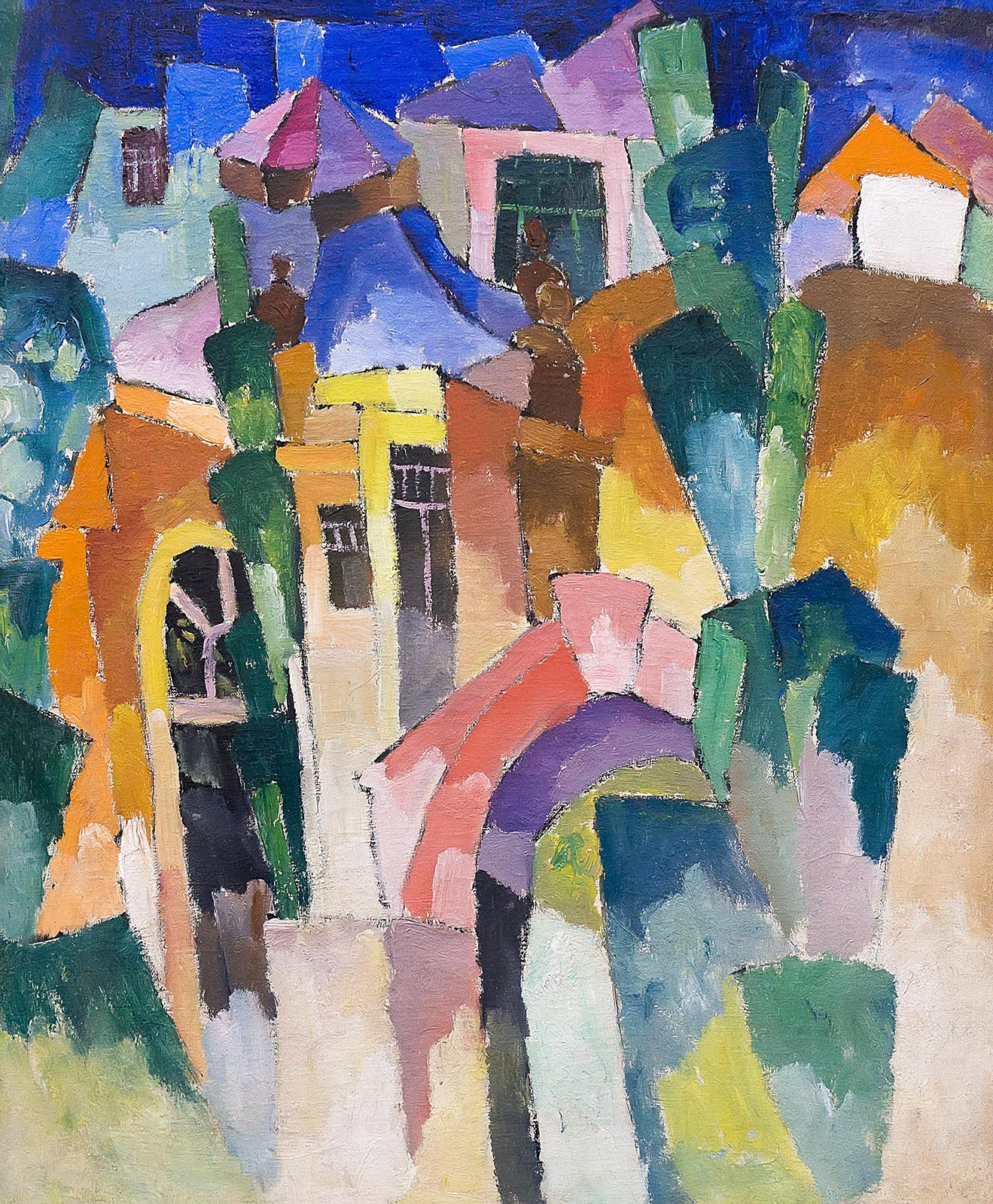
Аристарх Лентулов, «Пейзаж», 1910-ті
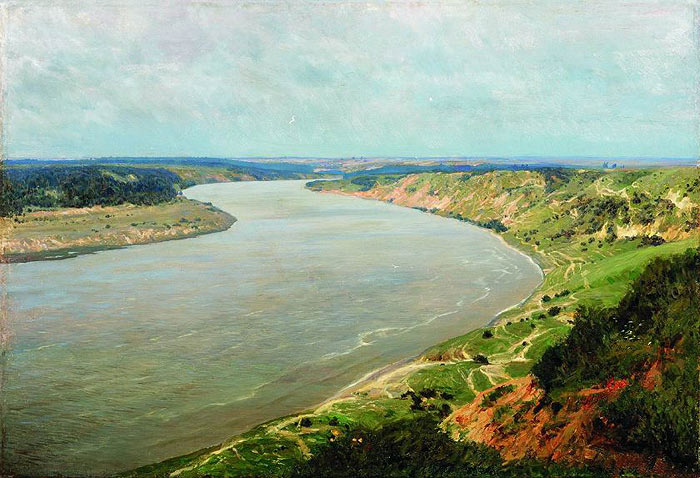
Жуковський Станіслав Юліанович. «Річка Неман», 1895